# Département d'Akoupé
Le département d'Akoupé est un département de Côte d'Ivoire. 